# Slobodan Medojević
Slobodan Medojević (Serbio cirílico: Слободан Медојевић) (Novi Sad, Bačka del Sur, Voivodina, Serbia, 20 de noviembre de 1990) es un futbolista serbio que juega como centrocampista o como defensa en el F. K. Vojvodina de la Superliga de Serbia.

## Trayectoria
Medojević inició su carrera en el Vojvodina de su país natal, pasando por las divisiones menores del club hasta integrar el equipo principal. Debutó profesionalmente en la temporada 2006/07 del fútbol serbio, en una victoria de visita por la mínima diferencia frente al Mladost Apatin, el 2 de mayo de 2007. Sin embargo, no fue hasta la campaña 2008/09 cuando volvió a participar en dos partidos de liga. Medojević se convirtió en un miembro importante del equipo en la siguiente temporada, acumulando 25 partidos de liga con dos goles a su favor. Incluso en la siguiente campaña integró el equipo ideal de la SuperLiga Serbia y fue elegido como mejor jugador joven de la temporada. Continuó en buena forma, incluso llegando a debutar en la Liga Europa de la UEFA 2011-12 y emigró al extranjero.
El 2 de enero de 2012, luego de seis temporadas formando parte de la plantilla del Vojvodina, firmó contrato con el Wolfsburgo de la Bundesliga de Alemania hasta junio de 2015.

## Selección nacional
Medojević aún no ha debutado con la selección absoluta de Serbia pero ha formado parte de los combinados juveniles sub-17, sub-19 y sub-21, categoría en la cual portó el brazalete de capitán.

### Participaciones en Eurocopas
| Eurocopa                       | Sede    | Resultado | Partidos | Goles |
| ------------------------------ | ------- | --------- | -------- | ----- |
| Campeonato Europeo Sub-19 2009 | Ucrania | Semifinal | 4        | 0     |

## Clubes
| Club                | País     | Año       | Partidos | Goles |
| ------------------- | -------- | --------- | -------- | ----- |
| F. K. Vojvodina     | Serbia   | 2007-2011 | 84       | 7     |
| VfL Wolfsburgo      | Alemania | 2012-2014 | 32       | 0     |
| Eintracht Fráncfort | Alemania | 2014-2018 | 33       | 1     |
| SV Darmstadt 98     | Alemania | 2018-2019 | 30       | 0     |
| AEL Limassol        | Chipre   | 2019-2024 | 125      | 5     |
| F. K. Vojvodina     | Serbia   | 2024-     | 32       | 1     |

## Palmarés

### Distinciones individuales
| Distinción                                  | Año     |
| ------------------------------------------- | ------- |
| Jugador joven de la temporada               | 2010-11 |
| Incluido en el equipo ideal de la temporada | 2010-11 |